# Ahrntal
Ahrntal (wł. Valle Aurina) – miejscowość i gmina we Włoszech, w regionie Trydent-Górna Adyga, w prowincji Bolzano.
Liczba mieszkańców gminy wynosiła 5876 (dane z roku 2009). Język niemiecki jest językiem ojczystym dla 98,79%, włoski dla 1,07%, a ladyński dla 0,13% mieszkańców (2001).